# Jalle Jungnell
Jalle Jungnell (ur. 6 stycznia 1954 w Sztokholmie) – szwedzki curler, wózkarz, dwukrotny brązowy medalista paraolimpijski, trener.
Jungnell zaczął grać w curling w 1999, do 2010 był skipem drużyny z Södertälje Curlingklubb. Pierwszy raz na mistrzostwach świata w curlingu na wózkach wystąpił w 2002 roku.
W 2006 zespół pod przewodnictwem Jungnella wystąpił na paraolimpiadzie. Szwedzi awansowali do fazy play-off, przegrali 3:7 mecz półfinałowy przeciwko Brytyjczykom (Frank Duffy) i w małym finale wysoko pokonali Norwegów (Geir Arne Skogstad).
W rozgrywanych na olimpijskim obiekcie Mistrzostwa Świata 2009 przyniosły kolejny sukces zespołowi Jugnella. Szwedzi zdobyli srebrne medale przegrywając 2:9 finał z Kanadyjczykami (Jim Armstrong). Rok później zespół z Södertälje po barażu z Włochami awansował do fazy play-off. Jugnell przegrał półfinał z Kanadą (Jim Armstrong) 5:10, jednak udało mu się obronić brązowe medale, w ostatnim meczu zwyciężył 7:5 nad Amerykanami (Augusto Jiminez Perez).
Podczas MŚ 2011 Jungnell pełnił rolę trenera zespołu, funkcję skipa przejął Glenn Ikonen, Szwedzi zajęli 8. miejsce. Rok później Jalle znów był skipem, wygrywając 3 mecze Szwedzi uplasowali się na 6. pozycji.
Szwedzi swój drugi medal mistrzostw świata zdobyli ponownie na rok przed zimowymi igrzyskami paraolimpijskimi. Wygrali rundę grupową Mistrzostw Świata 2013, w górnym meczu Page play-off pokonali 6:5 Kanadę (Jim Armstrong). Z tą samą drużyną rywalizowali o tytuł mistrzowski, tym razem to przeciwnicy wygrali 4:3.

## Drużyna
|                 | Czwarty/-a     | Trzeci/-a    | Drugi/-a        | Otwierający/-a   |
| --------------- | -------------- | ------------ | --------------- | ---------------- |
| 2012/2013       | Jalle Jungnell | Glenn Ikonen | Patrik Kallin   | Kristina Ulander |
| 2011/2012       | Jalle Jungnell | Glenn Ikonen | Patrik Kallin   | Anette Wilhelm   |
| 2008/2010       | Jalle Jungnell | Glenn Ikonen | Patrik Burman   | Anette Wilhelm   |
| 2007/2008 MŚ    | Jalle Jungnell | Glenn Ikonen | Bernt Sjöberg   | Kristina Ulander |
| 2007/2008 kwal. | Jalle Jungnell | Glenn Ikonen | Bernt Sjöberg   | Anna Hammarlind  |
| 2004/2006       | Jalle Jungnell | Glenn Ikonen | Rolf Johansson  | Anette Wilhelm   |
| 2003/2004       | Jalle Jungnell | Glenn Ikonen | Bernt Sjöberg   | Anette Wilhelm   |
| 2001/2002       | Jalle Jungnell | Glenn Ikonen | Anette Svensson | Bernt Sjöberg    |